# فهرست آثار ملی استان آذربایجان شرقی
این صفحه فهرستی از آثار ملی استان آذربایجان شرقی را نشان می‌دهد.
| ردیف | شماره ثبت | نام اثر                         | قدمت                               | شهرستان | تاریخ ثبت  | موقعیت                          | شهر     |
| ۱    | ۲۹۲۱      | پل قاری                         | اواخر قاجاریه                      | تبریز   | ۱۳۷۹/۹/۲۰  | بر روی رودخانهٔ میدان چایی       | تبریز   |
| ۲    | ۷۹۷       | مسجد جامع سراب                  | قرن ۹ هجری قمری (دوره پس از اسلام) | سراب    | ۱۳۴۷/۱/۱   | مرکز شهر سراب (داخل بافت قدیمی) | سراب    |
| ۳    | ۱۰۲۰۵     | قیزلار قلعه‌سی                   | دوران‌های تاریخی پس از اسلام        | مراغه   | ۱۳۸۲/۰۶/۲۳ | روستای قره ناز                  | مراغه   |
| ۴    | ۶۲۳       | قلعه بابک                       | ساسانیان                           | کلیبر   | ۱۳۴۵       | سه کیلومتری شهر کلیبر           | کلیبر   |
| ۵    | ۲۲۵۴۰     | حمّام جلال (موزه مردم‌شناسی سراب) | دوره پهلوی (رضاشاه)                | سراب    | ۱۳۸۰/۷/۱۰  | مرکز شهر                        | سراب    |
| ۶    | ۲۷۸۰      | قلعه بختک لیلان                 | پیش از تاریخ                       | ملکان   | ۱۳۷۹/۰۵/۱۹ | ۱ کیلومتری لیلان                | لیلان   |
| ۷    | ۲۲۵۴۰     | قلعه جوشین                      | هزارهٔ اول قبل از میلاد             | خاروانا | ۱۳۸۶/۱۲/۲۷ | چهار کیلومتری روستای جوشین      | خاروانا |
| ۸    | ۹۱۴۸      | امامزاده بزرگ سراب              | دوره صفویه (پس از اسلام)           | سراب    | ۱۳۸۲/۴/۱۴  | داخل شهر                        | سراب    |
| ۹    | ۱۱۴۷      | تیمچه حاج ملک                   | دوره قاجار                         | سراب    | ۱۳۸۴/۴/۵   | مرکز شهر                        | سراب    |
| ۱۰   | ۸۷        | پل دختر                         | سده هشتم هجری                      | میانه   | ۱۳۱۰/۱۰/۱۰ | اطراف شهر                       | میانه   |

توضیح * :این علامت به معنی تخریب اثر تاریخی می‌باشد. اما بر حسب قوانین میراث فرهنگی نمی‌توان نام اثر را از فهرست خارج کرد و محوطه آن نیز وجود دارد.